# Michal Demeter
Michal Demeter (* 15. května 1982) je bývalý slovenský fotbalový obránce, naposledy hrající nižší rakouskou ligu za SU Bischofstetten.

## Kariéra
Kariéru začínal v sedmi letech v FC Artmedia Petržalka. Tady vydržel až do roku 1998, kdy se přesunul ke konkurenčnímu ŠK Slovan Bratislava. V létě 2005 zamířil poprvé do zahraničí, do tehdy prvoligové Vysočiny Jihlava, ale ligu se mu nepodařilo zachránit, takže další sezonu hrál druhou ligu. V létě 2007 se vrátil na Slovensko, tentokrát do MFK Ružomberok. Tady vydržel jednu sezonu, aby se v létě 2008 vrátil do Česka na Střížkov.